# Мейер, Христиан Филиппович
Христиан Филиппович Мейер (1789—1848) — русский архитектор немецкого происхождения, академик и профессор Императорской Академии художеств.

## Начало жизни в России
Воспитанник (с 9-и летнего возраста) и ученик Императорской Академии художеств в Санкт-Петербурге (1801—1809). Получил аттестат 1-й степени со шпагой и звание художника архитектуры (1809). Получил звание академика (1830). И.д. профессора 2-й степени (1831) по части архитектуры в Академии художеств. Звание профессора 2-й степени (1836) за «проект вокзала и при нём морских ванн на 250 человек». Член Совета Академии художеств (1843). Звание профессора 1-й степени (1846)
В 1810 годы он служил в Гвардейской казарменной комиссии, где приобрел расположение великого князя Николая Павловича (будущего Императора)

## Творческая биография

### Начало деятельности
В 1810—1820 годы участвовал в перестройке солдатских казарм Семёновского и Преображенского полков.
Из его зрелых работ выделяется перестройка в 1841—1844 годах здания бывшей Российской Академии, которое освободилось после слияния в 1841 году Российской Академии с Академией Наук. Здание на 1-й линии Васильевского острова (дом № 52) было передано Римско-католической духовной академии, основанной в 1833 году в Вильно. Был соединен главный корпус здания с флигелями. Проектирование и постройку флигелей в 1811—1814 годах осуществлял В. П. Стасов. Х. Ф. Мейер с 1809 года был его помощником.
С 1817 года и до последних лет жизни он занимался составлением проектов и производством построек по всем имениям Удельного ведомства, в котором с 1819 года служил архитектором, а позднее старшим архитектором чертежной. Наиболее значительные постройки: комплекс из 23 зданий Удельного земледельческого училища (1832—1833) вблизи железнодорожной станции Удельная (сохранились частично), лютеранские церкви в Дудергофе и Петергофе (не сохранились).

### Стрельна
Ряд построек был произведен архитектором в Стрельне, когда это имение во второй половине 1840 — начале 1850 годов было передано Николаем I своему сыну Великому Князю Константину и поступило в управление Удельного ведомства. Мейер работал в Стрельне совместно с А. И. Штакеншнейдером. Был восстановлен (с изменениями) Путевой дворец Петра I, перестроены мосты и кузница. По проекту Мейера (1848—1850) был построен конюшенный корпус в Стрельне, выполнен ряд работ в имении Михайловка близ Стрельны и ряд других.

### Красное село
Генеральные планы, датированные 1832 годом, дают наиболее полное представление о застройке Красного Села того времени и свидетельствуют о её расцвете. Мейером построено: 1828 год — Образцовое сельское училище, два деревянных дворца для Императора и Великого Князя Михаила Павловича, каменный кухонный корпус, кухонный двор с погребами, деревянная кардергардия; 1829 — дом для Удельного правления; 1830 — Удельный госпиталь и два дома для приезжих особ; 1831 — деревянный двухэтажный дом для посланников с галереями и службами, деревянный дом для дежурства отделений Гвардейского корпуса, так называемый штаб; 1836 — новый дворец Цесаревича; 1846 год— 14 дач для сдачи в нем; 1847 — еще один дворец Императора в Дворцовом саду (о нем уже упоминалось выше, это дворец, оборудованный башней для обзора местности). Основа здания в плане имело форму квадрата с выступающими объемами восьмигранной башни и двух крылец. 19 июня Николай I осмотрел новый дворец и признал, «что он хорош, очень хорош и убран прекрасно, в особенности изволили восхищаться видом с башни на город». В 1848 году Мейером был сделан следующий проект: соединение галереей двух существовавших зданий Удельного Главного училища и Красносельского Удельного госпиталя — требовались дополнительные помещения для квартир на лагерное время. В связи с этим решено было построить новое помещение Удельной больницы, которую предполагалось разместить на пересечении улиц Никольской (ул. Лермонтова, 30) и Дворцовой. Проект больницы, составленный Мейером, был утвержден 13 июня 1848 года. Одноэтажное деревянное Т-образное в плане здание со службами, из бревен «в лапу» обшили в «рустик» строгаными досками. Карнизы, пилястры, парапеты, пояски, продушины были полностью выполнены из дерева. Здание окрасили под серую известь, окна и двери — белилами. Но наблюдать за этими работами архитектору Мейеру уже не пришлось. Он строил только фундаменты, а остальные работы в связи с болезнью Мейера выполнял архитектор Г. Камуцци.
Красносельская Удельная больница была его последней постройкой. Её закончили к октябрю 1849 года. Освидетельствование сооружения производил архитектор Н. Бенуа и счел, что «здание построено хорошо, прочно, красиво и согласно с планом». Здание является памятником истории и культуры местного значения.